# Néziha Zarrouk
Néziha Zarrouk, née le 12 décembre 1946 à Jemmal, est une femme politique et diplomate tunisienne.
Elle est ministre des Affaires de la Femme et de la Famille entre 1995 et 2001, puis ministre de la Formation professionnelle et de l'Emploi entre 2001 et 2002, au sein du gouvernement Ghannouchi. De 2003 à 2005, elle est ambassadrice au Liban.

## Biographie

### Carrière dans l'éducation
Néziha Zarrouk est professeur de langue et de littérature arabe dans l'enseignement secondaire, à Tunis.

### Carrière politique
Elle s'engage en politique le 7 novembre 1987, date à laquelle elle rejoint le Rassemblement constitutionnel démocratique (RCD), parti du nouveau président Zine el-Abidine Ben Ali. N'étant pas à l'origine une femme politique, elle gravit les échelons au fur et à mesure, devenant alors la seule femme à siéger au bureau politique du RCD, constitué de dix membres (une première fois en 1995 et une seconde en 2010). Le président la nomme, en 2005, comme seconde vice-présidente de la Chambre des conseillers.
Au sein du gouvernement, elle est ministre des Affaires de la femme et de la Famille entre mars 1995 et octobre 2001, ministre de la Formation professionnelle et de l'Emploi entre octobre 2001 et septembre 2002. Elle est la première femme à occuper cette dernière fonction. Elle est ambassadrice de Tunisie au Liban entre 2003 et 2005.
Elle dirige un temps l'Union nationale de la femme tunisienne. Elle est successivement secrétaire nationale du RCD chargée des Affaires de la femme et secrétaire générale adjointe du parti.
Le 29 octobre 2017, elle rejoint le parti Afek Tounes.

## Vie privée
Elle est mariée et mère de trois enfants.